# アドベンチャー探偵の事件簿
『アドベンチャー探偵の事件簿』（アドベンチャーたんていのじけんぼ）は、2000年から2002年までTBS系で放送されたテレビドラマシリーズ。全2回。主演は赤井英和。
放送枠は「月曜ドラマスペシャル」（第1作）、「月曜ミステリー劇場」（第2作）。

## キャスト

### レギュラー
越智健太郎
演 - 赤井英和
冒険家兼探偵。通称「オチケン」。事務所は義理の姉の幸子が経営しているカレー店の中にある。
平松薫
演 - 芳本美代子
警視庁科学犯罪捜査課の警視。東京大学卒業。
星野智
演 - 橋龍吾
越智の助手。
越智幸子
演 - 木村理恵
カレー店の経営者。越智の義理の姉。
倉田
演 - 須間一弥
薫の部下。

### ゲスト
第1作「函館カニ食べ放題殺人事件」（2000年）
- 中谷孝一（ソフトウェア会社経営・朝子の夫） - 赤塚真人
- 中谷朝子（十三の長女） - 朝加真由美
- 財前（函館警察署 警部） - 誠直也
- 桐ヶ谷千鶴（十三の次女） - 八木小織
- 桐ヶ谷亜美（十三の三女） - 西丸優子
- 漁火市場の店長 - 丸岡奨詞
- 医師 - 東千晃
- 入間恵 - 白石まるみ
- 保健所所長 - マギー司郎
- 桐ヶ谷十三（資産家） - 長門裕之
- 松野貢（ホスト・千鶴の恋人） - 福薗由布樹
- 吉原信次（奈津子の夫・失業中） - 竹下恭司
- 函館警察署 刑事 - 並川孝太
- 吉原遥（信次と奈津子の娘） - 碇由貴子
- 吉原奈津子（みどり生命青山営業所 外交員） - 斎藤陽子

第2作「米沢牛しゃぶしゃぶ食べ放題殺人事件」（2002年）
- 川嶋亜希子（是政のアシスタント・幸町の恋人・本名「源五郎丸敦子」） - 仁藤優子
- 今村和恵（ペンション従業員） - 柳川慶子
- 吉井怜子（幸町の親が決めた婚約者） - 森山ゆうこ
- 源五郎丸栄（七曲短大 教授・敦子の夫） - 山口河童
- 沢井博之（探偵） - 本間しげる
- 中原祥子（山形県警 警部） - 高樹澪
- 是政喜八（ペンションのオーナー） - 木之元亮
- 幸町豊（織物工場跡取り） - 高橋和也

## スタッフ
- 脚本 - 篠原高志
- 監督 - 森山享
- プロデューサー - 木村康信
- 制作 - TBS、大映テレビ

## 放送日程
| 話数 | 放送日        | サブタイトル                       | 脚本     | 監督   |
| ---- | ------------- | ---------------------------------- | -------- | ------ |
| 1    | 2000年11月6日 | 函館カニ食べ放題殺人事件           | 篠原高志 | 森山享 |
| 2    | 2002年5月20日 | 米沢牛しゃぶしゃぶ食べ放題殺人事件 | 篠原高志 | 森山享 |